# Diego Kochen
Diego Kochen (Miami, Florida, 19 de març de 2006) és un futbolista professional nord-americà-peruà que juga actualment com a porter del FC Barcelona B.

## Carrera de club
Nascut a Miami, Florida, de mare peruana i pare veneçolà, Kochen va començar la seva carrera a l'acadèmia de Weston, iniciant inicialment la seva carrera com a jugador de camp, abans de canviar a porter a l'edat de vuit anys per cobrir un company malalt. També va jugar al West Pines United de Florida i, després que els seus pares es traslladessin a Espanya el 2018 per motius laborals, va jugar al Marcet Football University, així com al TecnoFutbol CF.
Després de progressar a La Masia del FC Barcelona, va signar el seu primer contracte professional amb el club el març del 2022. L'11 d'octubre del 2023 va ser elegit pel diari anglès The Guardian com un dels millors jugadors del món nascuts el 2006.

## Carrera internacional
Kochen ha representat els Estats Units a nivell internacional juvenil, tot i que continua sent elegible per representar el Perú o Veneçuela.